# İmarət-Friedhof

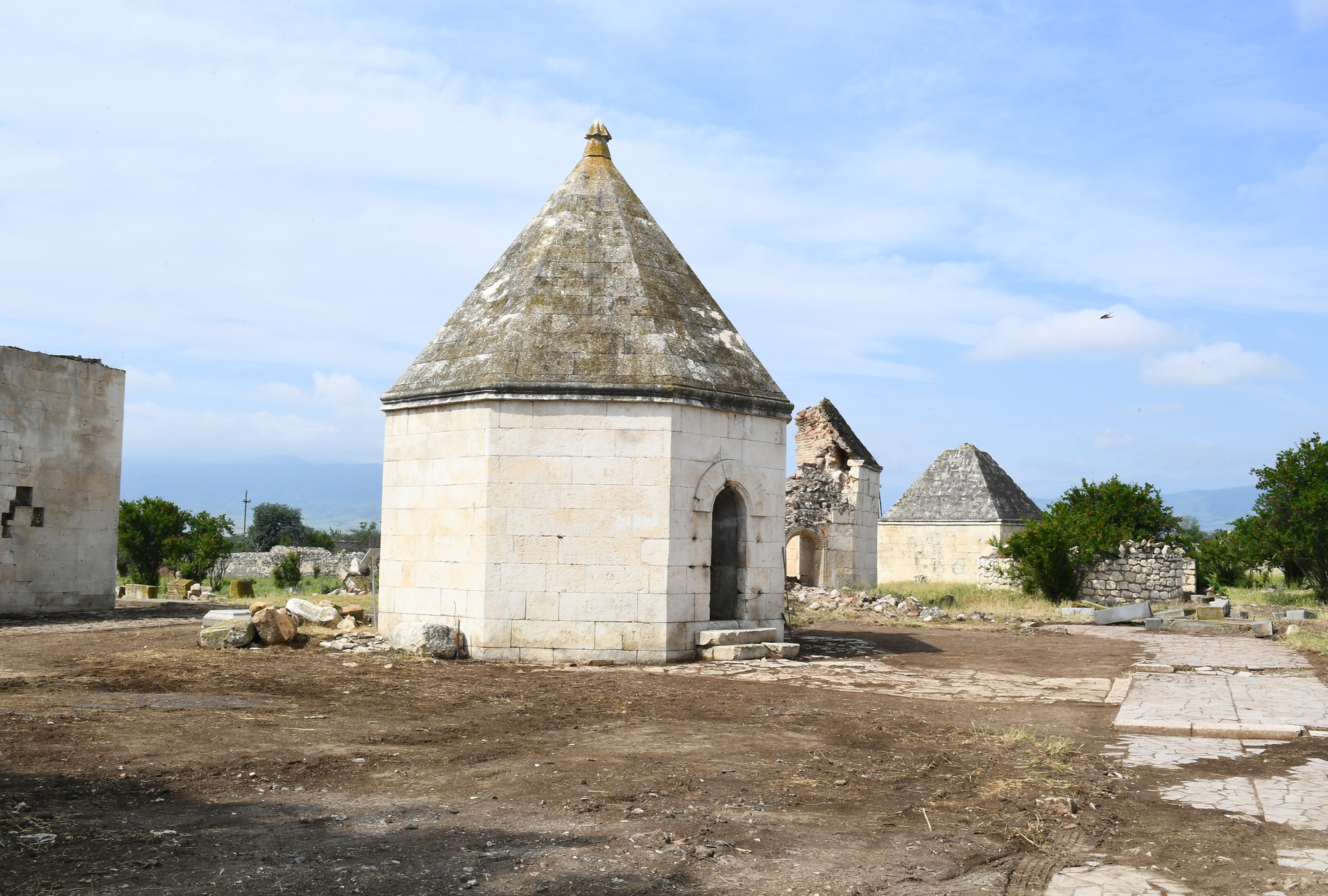
İmarət-Friedhof

Der Imarət-Friedhof (aserbaidschanisch İmarət Qəbirstanlığı) ist ein monumentaler und adeliger Grabkomplex in der Stadt Ağdam im Osten der Bergkarabach-Region von Aserbaidschan. Dieser beherbergt die Grabstätten berühmter Herrscher des Khanats Karabach und ihrer Familienangehörigen.

## Geschichte und Architektur
Die Entstehung des Mausoleums geht auf das Ende des 18. bzw. Anfang des 19. Jahrhunderts zurück. Panah Ali Khan, Gründer des Khanats Karabach, sein Sohn Ibrahim Khalil Khan und letzter Herrscher Mehdigulu Khan Dschawanschir sind hier beigesetzt worden. Auch das Grabmal von Xurşidbanu Natəvan, der berühmten aserbaidschanischen Dichterin und Tochter von Mehdigulu Khan, befindet sich auf dem Imarət-Friedhof. Die Gräber verfügen über eine gewölbte Struktur und über einen polygonal-konischen Grundriss. Vor den Gräbern stand einst das Denkmal von Natəvan.

## Beschädigung

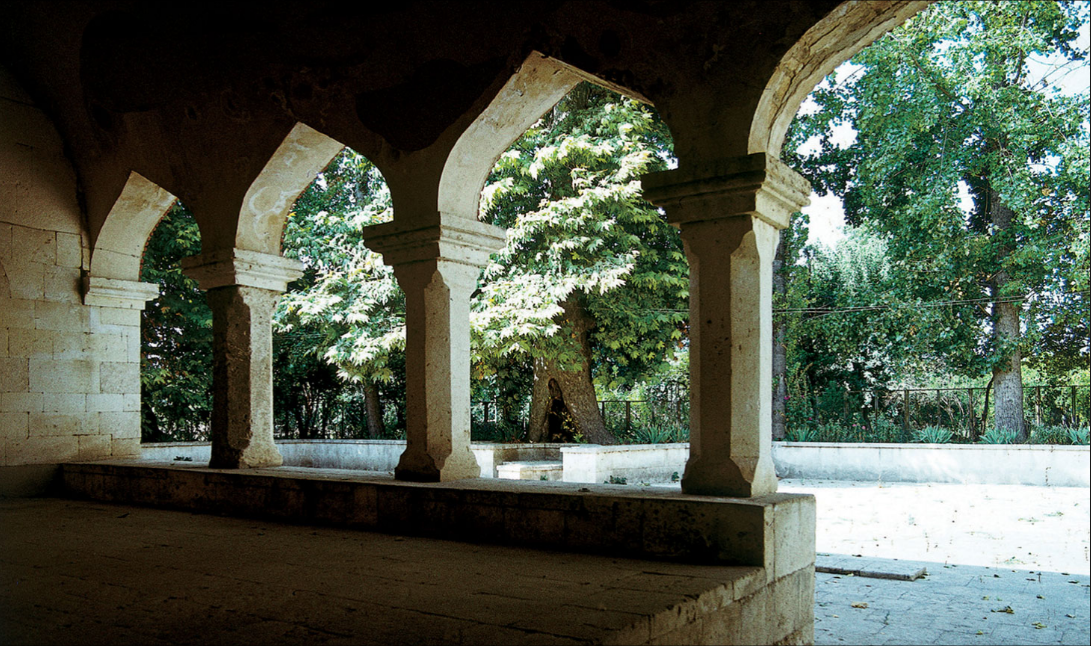
Blick aus dem Inneren

Im Zuge des Bergkarabachkrieges Anfang der 1990er Jahre wurde die Stadt Ağdam am 23. Juli 1993 von armenischen Truppen erobert und die aserbaidschanischen Bewohner vertrieben. Mit der Zeit wurde Ağdam systematisch geplündert und verwandelte sich in eine Geisterstadt. Der Grabkomplex von Karabach-Herrschern wurde nach der Besetzung stark beschädigt.
Gemäß dem trilateralen Waffenstillstandsabkommen zwischen Armenien, Aserbaidschan und Russland vom 10. November 2020 über die Beendigung kriegerischer Handlungen im Konfliktgebiet Bergkarabach erfolgte am 20. November 2020 die Rückgabe der Stadt Ağdam an Aserbaidschan. Wie der französisch-iranische Fotojournalist Reza Deghati, der die Gegend nach dem Krieg besucht hatte, berichtete, sei der Imarət-Friedhof vom starken Verfall gezeichnet. Die Ruhestätte von Natəvan sei vollständig zerstört worden. Ihre sterblichen Überreste seien nicht mehr zu finden.